# Бюджетирование, ориентированное на результат
Бюджетирование, ориентированное на результат (БОР), в публичных финансах — методологический подход к планированию и исполнению государственного и местных бюджетов, при котором используются методы распределения бюджетных ресурсов в согласовании с целями, задачами и функциями государства и с учётом меняющихся приоритетов государственной политики. Кроме того, в подходе предполагается контроль результативности расходования бюджетных средств путём оценки достижения количественных и качественных показателей исполнения. Однако следует различать понятия «БОР» и «программно-целевой подход» — они не совпадают по содержанию.

## История развития БОР в России
Бюджетная реформа, ориентированная на внедрение БОР в системе органов исполнительной власти в Российской Федерации, осуществляется с 2004 года. Координатором реформы является Министерство финансов Российской Федерации (Департамент бюджетной политики, Департамент межбюджетных отношений). В широком смысле переход к принципам БОР включает:
- Переход в федеральных органах исполнительной власти к управлению по результатам и среднесрочному бюджетированию, ориентированному на результат (СБОР);
- Проведение реформы межбюджетных отношений;
- Проведение оптимизации сети бюджетных организаций;
- Повышение эффективности и результативности бюджетных расходов.

Внедрение управления по результатам в федеральных органах исполнительной власти осуществлялось в 2004—2006 годах в форме эксперимента.

## Нормативная база БОР
Нормативная база, регулирующая введение БОР, включает:
1. Постановление Правительства Российской Федерации от 22 мая 2004 г. № 249 (ред. от 23.10.2004 г.) «О мерах по повышению результативности бюджетных расходов», в том числе: Концепция реформирования бюджетного процесса в Российской Федерации в 2004—2006 годах, Положение о докладах о результатах и основных направлениях деятельности субъектов бюджетного планирования;
2. Постановление Правительства Российской Федерации от 19 апреля 2005 г. N 239 «Об утверждении положения о разработке, утверждении и реализации ведомственных целевых программ»;
3. Постановление Правительства Российской Федерации от 27 апреля 2005 г. N 259 «Об утверждении положения о разработке Сводного доклада о результатах и основных направлениях деятельности Правительства Российской Федерации на 2006—2008 годы».

## Задачи БОР
Концепция реформирования бюджетного процесса, ориентированного на внедрение БОР, включает следующие основные задачи:
1. Приближение бюджетной классификации Российской Федерации к требованиям международных стандартов, введение интегрированного с бюджетной классификацией плана счетов бюджетного учёта, основанного на методе начислений и обеспечивающего учёт затрат по функциям и программам.
2. Упорядочение процедур составления и рассмотрения бюджета, через аналитическое разделение действующих и вновь принимаемых расходных обязательств. Действующие обязательства подлежат безусловному включению в расходную часть бюджета, если не принято решение об их отмене или приостановлении. Новые расходные обязательства должны устанавливаться лишь при наличии соответствующих финансовых возможностей на весь период их действия и при условии обязательной оценки их ожидаемой эффективности.
3. Включение в перспективный финансовый план ежегодно смещаемого на год вперёд распределения ассигнований между субъектами бюджетного планирования на трёхлетний период. Переход к утверждению перспективного финансового плана Правительством Российской Федерации.
4. Введение в практику бюджетного процесса формирования ведомственных целевых программ, в рамки которых должна быть включена значительная часть бюджетных расходов, осуществляемых по сметному принципу. Ориентация федеральных целевых программ на решение крупных и требующих длительных сроков реализации инвестиционных, научно-технических и структурных проектов межотраслевого характера с чётко сформулированными и количественно измеримыми индикаторами результативности.
5. Переход к распределению бюджетных ресурсов между распорядителями бюджетных средств и бюджетными программами в зависимости от планируемого уровня достижения поставленных перед ними целей, в соответствии со среднесрочными приоритетами социально-экономической политики и в пределах прогнозируемых на долгосрочную перспективу объёмов бюджетных ресурсов.
6. Расширение сферы применения механизмов поддержки отобранных на конкурсной основе региональных и муниципальных программ бюджетных реформ в рамках создаваемого с 2005 года Фонда реформирования региональных и муниципальных финансов.